# Panis Angelicus
Panis Angelicus és un dels tres himnes escrits per Sant Tomàs d'Aquino per a la festa del Corpus Christi com a part de la litúrgia completa de la Festa, incloent oracions per a la Missa i la Liturgia de les Hores. Els altres dos himnes escrits per Sant Tomàs són O Salutaris Hostia i Tantum Ergo.
El 1872 César Franck va arreglar el tema per a tenor, orgue, arpa, cello i contrabaix; el va incorporar en el seu Messe à troi voix. Ha estat cantat per Luciano Pavarotti (que té una versió amb Sting), Plácido Domingo. John McCormack, el 1932 va cantar aquesta cançó al Parc Phoenix a Dublín i és considerat el punt més alt de la seva carrera. Últimament ha estat interpretat per Charlotte Church i també per Alfonso Suclla Bernal l'any 2005.

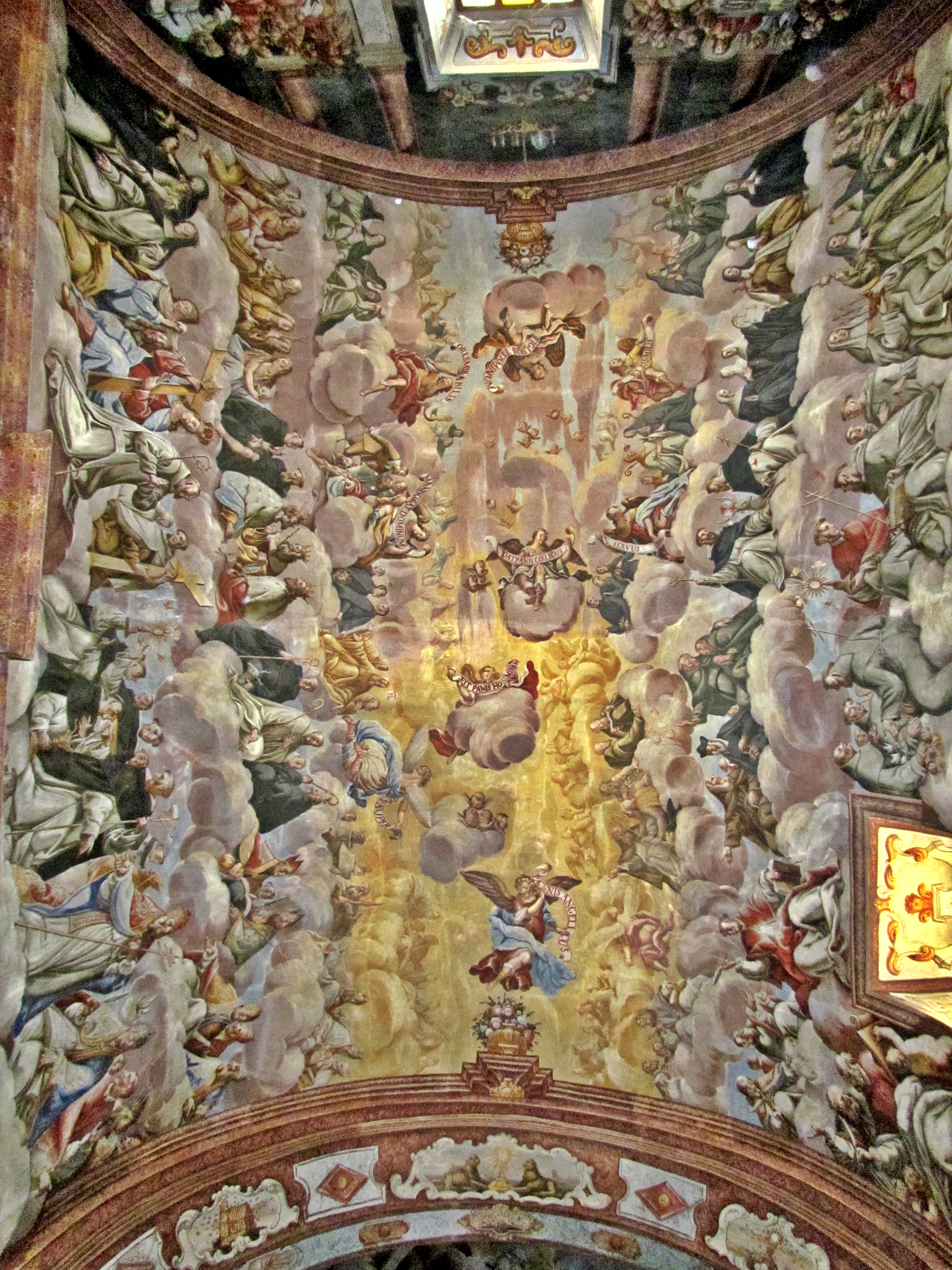

## Lletra
| Llatí | Català |
| --- | --- |
| Panis angelicus fit panis hominum; Dat panis coelicus figuris terminum: O res mirabilis! manducat Dominum Pauper, servus, et humilis. Te trina Deitas unaque poscimus: Sic nos tu visita, sicut te colimus; Per tuas semitas duc nos quo tendimus, Ad lucem quam inhabitas. Amen. | Pa dels Àngels, es converteix en pa dels homes; El Pa del cel acaba amb totes les prefiguracions: ¡Oh cosa admirable! Menja el teu Senyor pobre, servil i humil. Et Preguem, Déu, U en Tres, Que així vinguis a nosaltres, como a tu et donem cult. Pels teus camins guía’ns on anhelem, a la llum on vius. Amen. |